# Vicepresidència del Govern d'Espanya
El Vicepresident del govern d'Espanya és el segon càrrec en importància dins de l'organització del govern d'Espanya.
Nomenat pel rei d'Espanya a proposta del president del Govern, el vicepresident ostenta el càrrec de president interí del govern quan el seu titular n'és absent o està incapacitat per exercir el seu càrrec. Al llarg de la història ha existit, en diverses legislatures, la separació entre vicepresident primer, vicepresident segon o vicepresident tercer.
Actualment hi han quatre vicepresidències, la primera per Carmen Calvo, la segona per Nadia Calviño, la tercera per Yolanda Díaz i la quarta per Teresa Ribera.

## Llista de vicepresidents primers d'Espanya

### Franquisme
- 1962-1967: Agustín Muñoz Grandes, militar
- 1967-1973: Luis Carrero Blanco, militar
- 1973-1974: Torcuato Fernández Miranda
- 1974-1975: José García Hernández

### Transició Espanyola
- 1975-1976: Fernando de Santiago y Díaz de Mendívil, militar

### Democràcia
| Legislatura             | Inici                  | Finalització               | Nom                                      | Partit  |
| ----------------------- | ---------------------- | -------------------------- | ---------------------------------------- | ------- |
| Constituent (1977-1979) | 4 de juliol de 1977    | 5 d'abril de 1979          | Manuel Gutiérrez Mellado                 | militar |
| I (1979-1982)           | 6 d'abril de 1977      | 26 de febrer de 1981       | Manuel Gutiérrez Mellado                 | militar |
| I (1979-1982)           | 2 de desembre de 1981  | 30 de juliol de 1982       | Rodolfo Martín Villa                     | UCD     |
| I (1979-1982)           | 30 de juliol de 1982   | 2 de desembre de 1982      | Juan Antonio García Díez                 | UCD     |
| II (1982-1986)          | 3 de desembre de 1982  | 25 de juliol de 1986       | Alfonso Guerra González                  | PSOE    |
| III (1986-1989)         | 26 de juliol de 1986   | 6 de desembre de 1989      | Alfonso Guerra González                  | PSOE    |
| IV (1989-1993)          | 7 de desembre de 1989  | 14 de gener de 1991        | Alfonso Guerra González                  | PSOE    |
| IV (1989-1993)          | 12 de març de 1991     | 13 de juliol de 1993       | Narcís Serra i Serra                     | PSOE    |
| V (1993-1996)           | 14 de juliol de 1993   | 5 de maig de 1996          | Narcís Serra i Serra                     | PSOE    |
| VI (1996-2000)          | 6 de maig de 1996      | 27 d'abril de 2000         | Francisco Álvarez-Cascos                 | PP      |
| VII (2000-2004)         | 28 d'abril de 2000     | 3 de setembre de 2003      | Mariano Rajoy Brey                       | PP      |
| VII (2000-2004)         | 3 de setembre de 2003  | 17 d'abril de 2004         | Rodrigo Rato Figaredo                    | PP      |
| VIII (2004-2008)        | 18 d'abril de 2004     | 14 d'abril de 2008         | María Teresa Fdz. de la Vega             | PSOE    |
| IX (2008-2011)          | 14 d'abril de 2008     | 20 d'octubre de 2010       | María Teresa Fdz. de la Vega             | PSOE    |
| IX (2008-2011)          | 20 d'octubre de 2010   | 12 de juliol de 2011       | Alfredo Pérez Rubalcaba                  | PSOE    |
| IX (2008-2011)          | 12 de juliol de 2011   | 22 de desembre de 2011     | Elena Salgado Méndez                     | PSOE    |
| X (2011-2015)           | 22 de desembre de 2011 | 21 de desembre de 2015     | Soraya Sáenz de Santamaría               | PP      |
| XI (2015-2016)          | 22 de desembre de 2015 | 3 de novembre de 2016      | Soraya Sáenz de Santamaría (en funcions) | PP      |
| XII (2016-2019)         |                        |                            |                                          |         |
| 4 de novembre de 2016   | 7 de juny de 2018      | Soraya Sáenz de Santamaría | PP                                       |         |
| 7 de juny de 2018       | 13 de gener de 2020    | Carmen Calvo Poyato        | PSOE                                     |         |
| XIV (2019-)             | 13 de gener de 2020    | En el càrrec               | Carmen Calvo Poyato                      | PSOE    |

## Llista de vicepresidents segons d'Espanya

### Franquisme
- 1974: Antonio Barrera de Irimo
- 1974-1975: Rafael Cabello de Alba

### Transició Espanyola
- 1976-1977: Alfonso Osorio García

### Democràcia
| Legislatura                   | Inici                 | Finalització             | Nom                           | Partit |
| ----------------------------- | --------------------- | ------------------------ | ----------------------------- | ------ |
| Constituent (1977-1979)       | 4 de juliol de 1977   | 5 d'abril de 1979        | Enrique Fuentes Quintana      | UCD    |
| I (1979-1982)                 | 6 d'abril de 1979     | 9 de setembre de 1980    | Fernando Abril Martorell      | UCD    |
| I (1979-1982)                 | 9 de setembre de 1980 | 26 de febrer de 1981     | Leopoldo Calvo-Sotelo Bustelo | UCD    |
| I (1979-1982)                 | 2 de desembre de 1981 | 30 de juliol de 1982     | Juan Antonio García Díez      | UCD    |
| Càrrec inexistent (1982-1996) |                       |                          |                               |        |
| VI (1996-2000)                | 6 de maig de 1996     | 27 d'abril de 2000       | Rodrigo Rato Figaredo         | PP     |
| VII (2000-2004)               | 28 d'abril de 2000    | 3 de setembre de 2003    | Rodrigo Rato Figaredo         | PP     |
| VII (2000-2004)               | 3 de setembre de 2003 | 17 d'abril de 2004       | Javier Arenas Bocanegra       | PP     |
| VIII (2004-2008)              | 18 d'abril de 2004    | 14 d'abril de 2008       | Pedro Solbes Mira             | PSOE   |
| IX (2008-2011)                | 14 d'abril de 2008    | 7 d'abril de 2009        | Pedro Solbes Mira             | PSOE   |
| IX (2008-2011)                | 7 d'abril de 2009     | 12 de juliol de 2011     | Elena Salgado Méndez          | PSOE   |
| IX (2008-2011)                | 12 de juliol de 2011  | 22 de desembre de 2011   | Manuel Chaves González        | PSOE   |
| Càrrec inexistent (2011-2020) |                       |                          |                               |        |
| XIV (2019-)                   |                       |                          |                               |        |
| 13 de gener de 2020           | 31 de març de 2021    | Pablo Iglesias Turrión   | Podemos                       |        |
| 31 de març de 2021            | En el càrrec          | Nadia Calviño Santamaría | PSOE                          |        |

## Llista de vicepresidents tercers d'Espanya

### Democràcia
| Legislatura                   | Inici               | Finalització             | Nom                      | Partit |
| ----------------------------- | ------------------- | ------------------------ | ------------------------ | ------ |
| Constituent (1977-1979)       | 4 de juliol de 1977 | 5 d'abril de 1979        | Fernando Abril Martorell | UCD    |
| Càrrec inexistent (1979-2009) |                     |                          |                          |        |
| IX (2008-2011)                | 7 d'abril de 2009   | 12 de juliol de 2011     | Manuel Chaves González   | PSOE   |
| Càrrec inexistent (2011-2020) |                     |                          |                          |        |
| XIV (2019-)                   |                     |                          |                          |        |
| 13 de gener de 2020           | 31 de març de 2021  | Nadia Calviño Santamaría | PSOE                     |        |
| 31 de març de 2021            | En el càrrec        | Yolanda Díaz Pérez       | Podemos                  |        |

## Llista de vicepresidentes quartes d'Espanya

### Democràcia
| Legislatura                   | Inici               | Finalització | Nom                     | Partit |
| ----------------------------- | ------------------- | ------------ | ----------------------- | ------ |
| Càrrec inexistent (1977-2020) |                     |              |                         |        |
| XIV (2019-)                   | 13 de gener de 2020 | En el càrrec | Teresa Ribera Rodríguez | PSOE   |